# 잠식
잠식(蠶食)이란 피고의 구조물이 원고의 부동산을 물리적으로 침범하는 것을 뜻하는 영미 재산법상 개념이다. 잠식이 있는 경우 원고는 금전손해배상, 퇴거나 중단명령에 법적 청구권을 가지게 된다. 잠식으로 침범할 수 있는 구조물은 나무, 풀숲, 창, 계단, 차고, 울타리, 건물의 일부 등이 있다. 

## 같이 보기
- 취득시효
- 불법침해